# 西脇ゆぅり
西脇 ゆぅり（にしわき ゆぅり、10月11日 - ）は、日本のイラストレーター。神奈川県出身。別ペンネームにうるる。

## 人物
当初は飲食店のロゴデザインを中心に活動していたが、2003年頃よりコンピュータゲームのキャラクターデザインやライトノベルの挿絵を手がけるようになる。
代表作は『シャムロック』（沢上水也・著、GA文庫）。

## 主な作品
キャラクターデザイン
- ラブラブHメイド（LiLiTH）
- 十次元立方体サイファー（アーベル）※ 一部
- 栄養補給メイド サプリたん（LiLiTH）
- きると（CLOVER）※一部
- Tiara（Symphony）
- こいらぼ（DIVA）

挿絵
- シャムロック（沢上水也・著、GA文庫）

コラム
- 私的服飾嗜好（メディアワークス『DENGEKI HIME』連載）